# 谢坊镇
谢坊镇，是中华人民共和国江西省赣州市瑞金市下辖的一个乡镇级行政单位。

## 行政区划
谢坊镇下辖以下地区：
鑫龙社区、云龙村、大嵊背村、谢坊村、新建村、水南村、安背村、花石村、瓦子村、乐村、塘背村、旋龙村、新民村和迳桥村。